# 群創光電
群創光電（中国語：群創光電股份有限公司、英文社名：Innolux Corporation）は、台湾のフォックスコングループの液晶パネル製造会社。世界三大液晶パネル製造会社の一つである。本社は台湾・苗栗県竹南鎮、新竹科学工業園区竹南園区にある。日本語では英文社名のイノラックスとも呼ばれる場合もある。
2003年創業。2010年に奇美電子（チーメイ電子）と統宝光電（トポリー）を買収し、一旦社名を奇美電子（この時の英文社名はChimei Innolux）としたが、2012年12月に再び社名を群創光電（Innolux Corporation）に戻した。
2013年現在、台湾に液晶パネルの生産工場を14ヶ所に所有し、中国にも深圳、寧波、南京、南海、上海等に生産拠点を持っている。

## 沿革
1998年8月、奇美電子（チーメイ電子、Chi Mei Optoelectronics）創業。1999年12月、統宝光電（トポリー、TPO Displays）創業。
2003年1月14日にフォックスコングループの子会社として、群創光電（Innolux Display Corp.）が設立された。
2006年10月、台湾証券取引所に上場。
2010年に（旧）奇美電子と統宝光電を買収し、合併後の社名を一旦奇美電子（この時の英文社名はChimei Innolux）としたが、2012年12月に再び社名を群創光電（Innolux Corporation）に戻した。

## 主な生産工場
- 竹南廠区 （台湾・苗栗県竹南鎮新竹科学工業園区竹南園区）
- 平鎮廠区 （台湾・桃園市平鎮区）
- A廠・B廠・C廠・D廠  （台湾・台南市南部科学工業園区台南園区）
- F廠 （台湾・高雄市南部科学工業園区高雄園区）
- 仁徳廠区（台湾・台南市仁徳区）
- 土城廠区（台湾・新北市土城区）

- 龍華廠区 （中国・広東省深圳市宝安区富士康科技工業園）
- 南京廠区 （中国・江蘇省南京市江蘇経済開発区）
- 上海廠区 （中国・上海市浦東外高橋保税区）
- 寧波区 （中国・浙江省寧波市出口加工区）
- 南海区 （中国・広東省仏山市南海区南海科技工業園）